# Wolfgang van Elst
Wolfgang van Elst (* 1962 in Oberammergau) ist ein deutscher Holzschnitzer, Bildhauer und Medailleur.

## Leben
Wolfgang van Elst besuchte in seiner Heimatstadt die Berufsfachschule für Holzbildhauer und studierte von 1983 bis 1989 an der Akademie der Bildenden Künste München. Dort wurde er Meisterschüler von Hubertus von Pilgrim.
Nachdem van Elst 1987 die Bauten für den Spielfilm Zoe unter der Regie von Tom Fährmann fertigte, machte er sich 1988 als freischaffender Bildhauer selbständig und eröffnete 1992 sein eigenes Atelier in dem Wohnplatz Jaudenmühle in Habach.
Im Jahr 2000 wurde Wolfgang van Elst Mitglied des Künstlerkreises der Medailleure München.
In Zusammenarbeit mit den Gustav van Treeck Werkstätten für Mosaik und Glasmalerei schuf van Elst die am 6. Mai 2010 in der Jesus-Christus-Kirche in Germering eingeweihten liturgischen Einrichtungsobjekte wie den Ambo-Sockel, die Taufschale, den Altartisch und das Rednerpult.

## Werke (Auswahl)
- 2001: Medaille Mausgänge/U-Bahn München, mit Darstellung einer Maus und des U-Bahn-Netzes von München[4]